# Francesco Cangiullo
Francesco Cangiullo (ur. 27 stycznia 1884 w Neapolu, zm. 22 lipca 1977 w Livorno) – włoski grafik, malarz, poeta, przedstawiciel futuryzmu. Brat Pasqualino Cangiullego.
W 1910 w Neapolu poznał Filippo Tommaso Marinettiego; to wydarzenie dało początek jego zainteresowania ruchem futurystycznym. Zajmował się teatrem.

## Twórczość
- 1916 – Piedigrotta (również projekt okładki)
- 1918 – Radioscopia di un duetto (z Ettore Petrolinim)
- 1920 – Il mobilio futurista
- 1921 – Il Teatro della Sorpresa
- 1923 – Poesia pentagrammata
- 1923 – Poesia pentagrammata
- 1926 – Canción pirotécnica
- 1930 – Serate futuriste